# Ernst Herbeck
Ernst Herbeck (* 9. Oktober 1920 in Stockerau; † 11. September 1991 in Maria Gugging) war 45 Jahre lang Patient in der Niederösterreichischen Landesnervenklinik Gugging. Unter Anleitung seines Arztes Leo Navratil begann Herbeck Gedichte zu schreiben.

## Leben
Ernst Herbeck wurde mit einer Lippen-Kiefer-Gaumenspalte geboren und hatte eine damit einhergehende Sprechstörung. Er absolvierte die Hauptschule und besuchte anschließend ein Jahr lang die Handelsschule. Mit 20 Jahren wurde er zum ersten Mal an der Wiener Psychiatrischen Universitätsklinik aufgenommen. Zwei Jahre später erfolgte ein zweiter Spitalaufenthalt. Nach seiner Entlassung aus der Klinik arbeitete Herbeck wieder als Hilfsarbeiter in einem Rüstungswerk. Im Herbst 1944 wurde er zum deutschen Militär einberufen und im März 1945 als kriegsdienstuntauglich wieder entlassen. Im September des gleichen Jahres erfolgte die dritte Aufnahme in die Klinik. Im Mai 1946 wurde Herbeck zum vierten Mal aufgenommen. Er wurde ins Krankenhaus überstellt und war seit dieser Zeit mit einer einjährigen Unterbrechung hospitalisiert.
Bekannt wurde er ab 1966, zunächst in Veröffentlichungen Navratils, unter dem Pseudonym „Alexander“. Einige seiner Gedichte wurden von Heinar Kipphardt für seine Kunstfigur Alexander März übernommen, zum Teil auch verändert und fortgeschrieben, was zu einer Kontroverse zwischen Kipphardt und Navratil führte. Wolf Biermann hat drei März-Gedichte vertont und gesungen und damit für eine weitere Verbreitung gesorgt. Unter seinem eigenen Namen wurden Herbecks Gedichte erst nach seinem Tod in zwei Sammlungen veröffentlicht.
Anders als seine Künstlerkollegen in Gugging Johann Hauser, August Walla und Oswald Tschirtner, die mit ihrer Malerei zentrale Künstler der Art brut wurden, hat Ernst Herbeck immer nur den künstlerischen Ausdruck in Gedichten gesucht. „Herbeck hat stets nur auf Wunsch und meist nur nach Angabe eines Titels geschrieben. Änderungen und Korrekturen an seinen Texten nahm er nur während deren Entstehung vor, nachher nicht mehr,“ schrieb Navratil über seine Arbeitsweise.
Einen 1980 unternommenen Besuch bei Ernst Herbeck schildert der Schriftsteller und Literaturwissenschaftler W. G. Sebald in seinem (allerdings reale Erlebnisse und Fiktionen vermischenden) Prosaband Schwindel. Gefühle. von 1990. Sebald hat sich auch in einigen Essays mit den Texten Herbecks beschäftigt.
2014 schuf der Komponist Karlheinz Essl junior die Klangperformance Herbecks Versprechen auf Basis einer Tonaufnahme von Herbecks Stimme.

## Veröffentlichungen
- Alexanders poetische Texte. Hg. Leo Navratil. dtv, München 1977. ISBN 3-423-01304-4.
- Bebende Herzen im Leibe der Hunde – Ernst Herbeck / Oswald Tschirtner. Hg. Leo Navratil. Rogner und Bernhard, München 1979. ISBN 3-8077-0128-1.
- Alexander. Ausgewählte Texte. 1961–1981. Residenz, Salzburg 1982. ISBN 3-7017-0319-1.
- Ernst Herbeck: Im Herbst da reiht der Feenwind. Gesammelte Texte 1960 - 1991. Residenz, Salzburg 1992. ISBN 3-7017-0762-6.
- Ernst Herbeck. Die Vergangenheit ist klar vorbei. Hgg. von Carl Aigner und Leo Navratil. Brandstätter, Wien 2002. ISBN 3-85498-164-3.[8]
- Ernst Herbeck: Der Hase!!!! Ausgewählte Gedichte. Herausgegeben und mit einem Nachwort von Gisela Steinlechner. Jung und Jung, Salzburg und Wien 2013.